# Store Rev
Store Rev este o arie protejată (arie specială de conservare — SAC, sit de importanță comunitară — SCI) din Danemarca întinsă pe o suprafață de 10.892 ha, integral marine.

## Localizare
Centrul sitului Store Rev este situat la coordonatele 0°N 0°E / 0°N 0°E.

## Înființare
Situl Store Rev a fost declarat sit de importanță comunitară în august 2009 pentru a proteja 1 specie de animale. Situl a fost protejat și ca arie specială de conservare în aprilie 2016.

## Biodiversitate
Situată în ecoregiunile atlantică și marină Atlantică, aria protejată conține 2 habitate naturale: Recifuri, Structuri submarine provocate de scurgeri de gaze.
La baza desemnării sitului se află o specie protejată de  mamifere: marsuin (Phocoena phocoena).